# Bruce Bégout
Bruce Bégout (Talence, 1967), filósofo y escritor, es uno de los pensadores franceses más reconocidos en la actualidad, profesor de Filosofía de la Universidad Burdeos III. Autor de un estudio monográfico sobre Husserl (La genealogía de la lógica), ganó fama internacional con la publicación de Zerópolis (Anagrama, 2007), su ensayo sobre Las Vegas como simulacro urbano. Desde entonces, su obra ha proseguido el análisis sistemático de los elementos que conforman la vida urbana y la cotidianeidad con la publicación de Lugar común: el motel norteamericano (Anagrama, 2008). En francés ha publicado Suburbia. Autour des villes (Éditions Inculte, 2013) y en castellano  su novela de ficción Le ParK (Editorial Siberia, 2014).

## Obras

### Filosofía
- Maine de Biran, La Vérité intérieure (choix de textes et commentaires), étude, Payot, 1995.
- La Généalogie de la logique: Husserl, l'antéprédicatif et le catégorial, thèse publiée (présentation en ligne), Vrin, 2000.
- La Découverte du quotidien. Éléments pour une phénoménologie du monde de la vie, essai, Allia, 2005.
- Pensées privées : Journal philosophique (1998-2006), Grenoble, Jérôme Millon, coll. « Krisis », 2007.
- L'Enfance du monde. Recherches phénoménologiques sur la vie, le monde et le monde de la vie, t. I, Husserl, étude, éditions de la Transparence, coll. « Philosophie », 2007.
- Le Phénomène et son ombre. Recherches phénoménologiques sur la vie, le monde et le monde de la vie, t. II, Après Husserl, étude, éditions de la Transparence, coll. « Philosophie », 2008.

### Ensayos
- Zéropolis. L'expérience de Las Vegas, essai, Allia, 2002.
- Lieu commun. Le motel américain, essai, Allia, 2003.
- De la décence ordinaire. Court essai sur une idée fondamentale de la pensée politique de George Orwell, essai, Allia, 2008.
- Duane Hanson, le rêve américain, essai, Actes Sud, 2010.
- Suburbia, essai, éd. Inculte, collection "Temps réel", 2013.
- Dériville : Les Situationnistes et la question urbaine, 2017.
- En escale. Chroniques aéroportuaires, Philosophie magazine éditeur, 2019, ISBN 978-2900818046.

### Novelas y cuentos
- L'Éblouissement des bords de route, roman, Verticales, 2004.
- Sphex, nouvelles, Arbre vengeur, Talence, France, 2009.
- Le ParK, roman, Allia, 2010.
- L'après-midi d'une terroriste, nouvelle illustrée par Eric Nosal, Une autre image, 2013.
- L'Accumulation primitive de la noirceur, nouvelles, Allia, 2014.
- On ne dormira jamais, Allia, 2017.
- Le Sauvetage, roman, Fayard, 2018.